# Fussball-Club Rot-Weiß Erfurt 2004-2005
Questa voce raccoglie le informazioni riguardanti il Fussball-Club Rot-Weiß Erfurt nelle competizioni ufficiali della stagione 2004-2005.

## Stagione
Nella stagione 2004-2005 il Rot Weiss Erfurt, allenato da René Müller e Ján Kocian, concluse il campionato di 2. Bundesliga al 18º posto e retrocesse in Regionalliga. In Coppa di Germania il Rot Weiss Erfurt fu eliminato al primo turno dall'Eintracht Francoforte.

## Rosa
| N. |                      | Ruolo | Calciatore           |
| -- | -------------------- | ----- | -------------------- |
| 1  | Rep. Ceca (bandiera) | P     | René Twardzik        |
| 2  | Germania (bandiera)  | D     | Rudolf Zedi          |
| 3  | Germania (bandiera)  | D     | Henning Bürger       |
| 4  | Germania (bandiera)  | D     | Ralf Klingmann       |
| 5  | Germania (bandiera)  | D     | Andreas Richter      |
| 6  | Germania (bandiera)  | D     | Sven Kresin          |
| 7  | Germania (bandiera)  | C     | Markus Kreuz         |
| 8  | Italia (bandiera)    | C     | Angelo Barletta      |
| 9  | Germania (bandiera)  | A     | Enrico Neitzel       |
| 11 | Germania (bandiera)  | A     | Ronny Hebestreit     |
| 12 | Svizzera (bandiera)  | P     | Andreas Kronenberg   |
| 13 | Germania (bandiera)  | D     | Alexander Schnetzler |
| 15 | Rep. Ceca (bandiera) | A     | Pavel David          |

| N. |                        | Ruolo | Calciatore           |
| -- | ---------------------- | ----- | -------------------- |
| 16 | Germania (bandiera)    | C     | Tony Schnuphase      |
| 16 | Stati Uniti (bandiera) | A     | John van Buskirk     |
| 17 | Germania (bandiera)    | D     | Torsten Traub        |
| 18 | Tunisia (bandiera)     | A     | Najeh Braham         |
| 20 | Germania (bandiera)    | C     | Oliver Glöden        |
| 21 | Germania (bandiera)    | D     | David Fall           |
| 22 | Nigeria (bandiera)     | C     | Henry Onwuzuruike    |
| 23 | Germania (bandiera)    | A     | Robert Fischer       |
| 24 | Slovenia (bandiera)    | A     | Senad Tiganj         |
| 25 | Germania (bandiera)    | C     | Markus Dworrak       |
| 26 | Togo (bandiera)        | D     | Éric Akoto           |
| 27 | Sudafrica (bandiera)   | A     | George Koumantarakis |
| 33 | Svizzera (bandiera)    | D     | Stephan Keller       |

## Organigramma societario
Area tecnica
- Allenatore:
- Allenatore in seconda: Alois Schwartz
- Preparatore dei portieri:
- Preparatori atletici:

## Calciomercato

### Sessione estiva
| Acquisti | Acquisti             | Acquisti              | Acquisti |
| R.       | Nome                 | da                    | Modalità |
| -------- | -------------------- | --------------------- | -------- |
| D        | Éric Akoto           | Austria Vienna        |          |
| C        | Angelo Barletta      | Kickers Offenbach     |          |
| A        | Najeh Braham         | Eintracht Treviri     |          |
| D        | Henning Bürger       | Eintracht Francoforte |          |
| A        | Pavel David          | Norimberga            |          |
| D        | Stephan Keller       | Aarau                 |          |
| D        | Mario Ketterer       | Friburgo II           |          |
| A        | George Koumantarakis | Preston N.E.          |          |
| C        | Markus Kreuz         | Eintracht Francoforte |          |
| C        | Henry Onwuzuruike    | Feucht                |          |
| P        | Claus Reitmaier      | Borussia M'gladbach   |          |
| D        | Alexander Schnetzler | Pfullendorf           |          |
| A        | John van Buskirk     | Siegen                |          |

| Cessioni | Cessioni       | Cessioni                | Cessioni |
| R.       | Nome           | da                      | Modalità |
| -------- | -------------- | ----------------------- | -------- |
| A        | Henri Fuchs    | Neustrelitz             |          |
| D        | Tino Gerke     | Eintracht Sondershausen |          |
| C        | Frank Kaiser   | Union Berlino           |          |
| C        | Björn Laars    | Babelsberg              |          |
| D        | Sebastian Mees | Zwickau                 |          |
| A        | René Müller    | Paderborn               |          |
| C        | Branko Okic    | Heidenheim              |          |
| P        | Daniel Rothe   | Zwickau                 |          |

### Sessione invernale
| Acquisti | Acquisti       | Acquisti        | Acquisti |
| R.       | Nome           | da              | Modalità |
| -------- | -------------- | --------------- | -------- |
| C        | Zoran Pavlovič | Olimpia Lubiana |          |
| C        | Markus Dworrak | Magonza         |          |
| A        | Senad Tiganj   | Slovan Lubiana  |          |

| Cessioni | Cessioni        | Cessioni        | Cessioni |
| R.       | Nome            | da              | Modalità |
| -------- | --------------- | --------------- | -------- |
| P        | Claus Reitmaier | Lillestrøm      |          |
| D        | Mario Ketterer  | Nöttingen       |          |
| C        | Sven Hartwig    | Carl Zeiss Jena |          |
| C        | Michael Hopp    | Uerdingen 05    |          |

## Risultati

### 2. Bundesliga

#### Girone di andata
| Arbitro: | Albrecht |

|  |           |                          |
|  | Marcatori | 45’ Schnetzler 89’ David |

| Arbitro: | Wack |

|                |           |                  |
| Hebestreit 30’ | Marcatori | 60’ (rig.) Aliaj |

| Essen 27 agosto 2004, ore 19:00 CEST 3ª giornata | Rot-Weiss Essen | 0 – 0 referto | Rot-Weiß Erfurt | Georg-Melches-Stadion (11 060 spett.)\| Arbitro: \| Hoyzer \| |
| Arbitro:                                         | Hoyzer          |               |                 |                                                               |

| Erfurt 13 settembre 2004, ore 20:15 CEST 4ª giornata | Rot-Weiß Erfurt | 0 – 0 referto | Monaco 1860 | Steigerwaldstadion (15 000 spett.)\| Arbitro: \| Jansen \| |
| Arbitro:                                             | Jansen          |               |             |                                                            |

| Arbitro: | Schriever |

|                         |           |  |
| Rösler 21’ Feinbier 36’ | Marcatori |  |

| Arbitro: | Kempter |

|            |           |             |
| Braham 58’ | Marcatori | 62’ N'Diaye |

| Arbitro: | Winkmann |

|                                     |           |  |
| Copado 29’, 66’ Barut 40’ Loose 90’ | Marcatori |  |

| Arbitro: | Stachowiak |

|  |           |                                  |
|  | Marcatori | 22’ Curri 26’ Juskowiak 50’ Rehm |

| Arbitro: | Rafati |

|                         |           |  |
| Peković 63’ Racanel 78’ | Marcatori |  |

| Arbitro: | Marks |

|                  |           |  |
| Kreuz 51’ (rig.) | Marcatori |  |

| Erfurt 31 ottobre 2004, ore 15:00 CEST 11ª giornata | Rot-Weiß Erfurt | 0 – 0 referto | Duisburg | Steigerwaldstadion (12 146 spett.)\| Arbitro: \| Drees \| |
| Arbitro:                                            | Drees           |               |          |                                                           |

| Arbitro: | Henschel |

|                                        |           |  |
| Mészáros 39’ Mokhtari 76’ Baumgart 90’ | Marcatori |  |

| Arbitro: | Dingert |

|                    |           |  |
| Vuković 83’ (aut.) | Marcatori |  |

| Arbitro: | Brych |

|                       |           |              |
| Hoffmann 6’ Chris 19’ | Marcatori | 54’ Barletta |

| Arbitro: | Kemmling |

|                                           |           |                      |
| Neitzel 2’, 23’ Richter 18’ Klingmann 64’ | Marcatori | 10’ Freis 33’ Männer |

| Arbitro: | Weiner |

|              |           |                |
| Tsiartas 89’ | Marcatori | 72’ Schnetzler |

| Arbitro: | Lupp |

|           |           |            |
| David 85’ | Marcatori | 66’ Lavrič |

#### Girone di ritorno
| Arbitro: | Kinhöfer |

|  |           |           |
|  | Marcatori | 4’ Hagner |

| Arbitro: | Schößling |

|                                            |           |                                    |
| Keïta 36’, 38’ Frommer 43’ Zedi 64’ (aut.) | Marcatori | 23’ Klingmann 56’ Tiganj 90’ David |

| Arbitro: | Schalk |

|             |           |           |
| Dworrak 47’ | Marcatori | 84’ Kioyo |

| Arbitro: | Stachowiak |

|                                               |           |                   |
| Lehmann 5’ (rig.) Agostino 82’ Kolomazník 90’ | Marcatori | 49’ Koumantarakis |

| Arbitro: | Gräfe |

|           |           |                         |
| David 42’ | Marcatori | 12’ Hilbert 59’ Albertz |

| Arbitro: | Schriever |

|                |           |                                        |
| Sopić 30’, 35’ | Marcatori | 59’ van Buskirk 69’ Tiganj 89’ Dworrak |

| Arbitro: | Walz |

|                               |           |  |
| Koumantarakis 37’ Richter 55’ | Marcatori |  |

| Arbitro: | Drees |

|                                      |           |                        |
| Heidrich 3’ Trehkopf 47’ Tchipev 64’ | Marcatori | 67’ Keller 78’ Dworrak |

| Arbitro: | Henschel |

|                                   |           |  |
| Peković 9’ (aut.) Tiganj 11’, 49’ | Marcatori |  |

| Arbitro: | Schalk |

|                                        |           |             |
| Meijer 2’, 36’, 44’ Gómez 40’ Fiél 47’ | Marcatori | 90’ Richter |

| Arbitro: | Dingert |

|                                                     |           |  |
| Ahanfouf 8’ Anfang 11’ Bürger 50’ (aut.) Bugera 60’ | Marcatori |  |

| Arbitro: | Perl |

|                                      |           |                                                |
| Keller 40’ David 54’ Onwuzuruike 78’ | Marcatori | 12’ Gunkel 53’ Iordache 80’ (aut.) van Buskirk |

| Arbitro: | Kempter |

|  |           |                          |
|  | Marcatori | 69’ David 78’ Hebestreit |

| Arbitro: | Kircher |

|  |           |                               |
|  | Marcatori | 3’ van Lent 21’ Cha 36’ Meier |

| Arbitro: | Gräfe |

|                       |           |  |
| Stoll 6’ Kapllani 46’ | Marcatori |  |

| Arbitro: | Winkmann |

|  |           |            |
|  | Marcatori | 60’ Ebbers |

| Arbitro: | Seemann |

|                 |           |          |
| Lavrič 12’, 64’ | Marcatori | 9’ Traub |

### Coppa di Germania
| Arbitro: | Sippel |

|  |           |          |
|  | Marcatori | 73’ Ochs |

## Statistiche

### Statistiche di squadra
| Competizione      | Punti | In casa | In casa | In casa | In casa | In casa | In casa | In trasferta | In trasferta | In trasferta | In trasferta | In trasferta | In trasferta | Totale | Totale | Totale | Totale | Totale | Totale | DR  |
| Competizione      | Punti | G       | V       | N       | P       | Gf      | Gs      | G            | V            | N            | P            | Gf           | Gs           | G      | V      | N      | P      | Gf     | Gs     | DR  |
| ----------------- | ----- | ------- | ------- | ------- | ------- | ------- | ------- | ------------ | ------------ | ------------ | ------------ | ------------ | ------------ | ------ | ------ | ------ | ------ | ------ | ------ | --- |
| 2. Bundesliga     | 30    | 17      | 4       | 7       | 6       | 17      | 21      | 17           | 3            | 2            | 12           | 17           | 39           | 34     | 7      | 9      | 18     | 34     | 60     | -26 |
| Coppa di Germania | -     | 1       | 0       | 0       | 1       | 0       | 1       | 0            | 0            | 0            | 0            | 0            | 0            | 1      | 0      | 0      | 1      | 0      | 1      | -1  |
| Totale            | 30    | 18      | 4       | 7       | 7       | 17      | 22      | 17           | 3            | 2            | 12           | 17           | 39           | 35     | 7      | 9      | 19     | 34     | 61     | -27 |

### Andamento in campionato
| Giornata  | 1 | 2 | 3 | 4 | 5  | 6  | 7  | 8  | 9  | 10 | 11 | 12 | 13 | 14 | 15 | 16 | 17 | 18 | 19 | 20 | 21 | 22 | 23 | 24 | 25 | 26 | 27 | 28 | 29 | 30 | 31 | 32 | 33 | 34 |
| --------- | - | - | - | - | -- | -- | -- | -- | -- | -- | -- | -- | -- | -- | -- | -- | -- | -- | -- | -- | -- | -- | -- | -- | -- | -- | -- | -- | -- | -- | -- | -- | -- | -- |
| Luogo     | T | C | T | C | T  | C  | T  | C  | T  | C  | C  | T  | C  | T  | C  | T  | C  | C  | T  | C  | T  | C  | T  | T  | C  | T  | C  | T  | C  | T  | C  | T  | C  | T  |
| Risultato | V | N | N | N | P  | N  | P  | P  | P  | V  | N  | P  | V  | P  | V  | N  | N  | P  | P  | N  | P  | P  | V  | P  | V  | P  | P  | P  | N  | V  | P  | P  | P  | P  |
| Posizione | 3 | 4 | 6 | 8 | 12 | 12 | 14 | 16 | 18 | 16 | 15 | 17 | 15 | 16 | 12 | 11 | 14 | 14 | 16 | 16 | 18 | 18 | 16 | 16 | 17 | 16 | 17 | 18 | 18 | 17 | 17 | 18 | 18 | 18 |

Legenda:

Luogo: C = Casa; T = Trasferta. Risultato: V = Vittoria; N = Pareggio; P = Sconfitta.

### Statistiche dei giocatori
!! colspan="4" | Totale

| Giocatore        | 2. Bundesliga | 2. Bundesliga | 2. Bundesliga | 2. Bundesliga | Coppa di Germania É. Akoto | Coppa di Germania É. Akoto | Coppa di Germania É. Akoto | Coppa di Germania É. Akoto | 4        | 0    | 0           | 0          | 0 | 0 | 0 | 0 | 4 | 0 | 0 | 0 |
| Giocatore        | Presenze      | Reti          | Ammonizioni   | Espulsioni    | Presenze                   | Reti                       | Ammonizioni                | Espulsioni                 | Presenze | Reti | Ammonizioni | Espulsioni |   |   |   |   |   |   |   |   |
| A. Alex          | 2             | 0             | 0             | 0             | 0                          | 0                          | 0                          | 0                          | 2        | 0    | 0           | 0          |   |   |   |   |   |   |   |   |
| A. Barletta      | 21            | 1             | 3             | 1             | 1                          | 0                          | 0                          | 0                          | 22       | 1    | 3           | 1          |   |   |   |   |   |   |   |   |
| N. Braham        | 12            | 1             | 1             | 0             | 1                          | 0                          | 0                          | 0                          | 13       | 1    | 1           | 0          |   |   |   |   |   |   |   |   |
| H. Bürger        | 24            | 0             | 4             | 0             | 1                          | 0                          | 0                          | 0                          | 25       | 0    | 4           | 0          |   |   |   |   |   |   |   |   |
| P. David         | 24            | 6             | 2             | 0             | 1                          | 0                          | 0                          | 0                          | 25       | 6    | 2           | 0          |   |   |   |   |   |   |   |   |
| M. Dworrak       | 9             | 3             | 1             | 0             | 0                          | 0                          | 0                          | 0                          | 9        | 3    | 1           | 0          |   |   |   |   |   |   |   |   |
| D. Fall          | 29            | 0             | 5             | 0             | 1                          | 0                          | 0                          | 0                          | 30       | 0    | 5           | 0          |   |   |   |   |   |   |   |   |
| R. Fischer       | 2             | 0             | 0             | 0             | 0                          | 0                          | 0                          | 0                          | 2        | 0    | 0           | 0          |   |   |   |   |   |   |   |   |
| O. Glöden        | 21            | 0             | 3             | 0             | 1                          | 0                          | 0                          | 0                          | 22       | 0    | 3           | 0          |   |   |   |   |   |   |   |   |
| S. Hartwig       | 2             | 0             | 1             | 0             | 0                          | 0                          | 0                          | 0                          | 2        | 0    | 1           | 0          |   |   |   |   |   |   |   |   |
| R. Hebestreit    | 27            | 2             | 2             | 0             | 1                          | 0                          | 0                          | 0                          | 28       | 2    | 2           | 0          |   |   |   |   |   |   |   |   |
| S. Keller        | 20            | 2             | 5             | 1             | 0                          | 0                          | 0                          | 0                          | 20       | 2    | 5           | 1          |   |   |   |   |   |   |   |   |
| R. Klingmann     | 22            | 2             | 3             | 0             | 1                          | 0                          | 0                          | 0                          | 23       | 2    | 3           | 0          |   |   |   |   |   |   |   |   |
| G. Koumantarakis | 6             | 2             | 0             | 0             | 0                          | 0                          | 0                          | 0                          | 6        | 2    | 0           | 0          |   |   |   |   |   |   |   |   |
| S. Kresin        | 12            | 0             | 3             | 0             | 0                          | 0                          | 0                          | 0                          | 12       | 0    | 3           | 0          |   |   |   |   |   |   |   |   |
| M. Kreuz         | 24            | 1             | 3             | 0             | 1                          | 0                          | 0                          | 0                          | 25       | 1    | 3           | 0          |   |   |   |   |   |   |   |   |
| A. Kronenberg    | 0             | 0             | 0             | 0             | 0                          | 0                          | 0                          | 0                          | 0        | 0    | 0           | 0          |   |   |   |   |   |   |   |   |
| E. Neitzel       | 19            | 2             | 0             | 0             | 1                          | 0                          | 0                          | 0                          | 20       | 2    | 0           | 0          |   |   |   |   |   |   |   |   |
| H. Onwuzuruike   | 19            | 1             | 2             | 0             | 0                          | 0                          | 0                          | 0                          | 19       | 1    | 2           | 0          |   |   |   |   |   |   |   |   |
| Z. Pavlovič      | 3             | 0             | 1             | 0             | 0                          | 0                          | 0                          | 0                          | 3        | 0    | 1           | 0          |   |   |   |   |   |   |   |   |
| C. Reitmaier     | 7             | 0             | 0             | 0             | 1                          | 0                          | 0                          | 0                          | 8        | 0    | 0           | 0          |   |   |   |   |   |   |   |   |
| A. Richter       | 27            | 3             | 1             | 0             | 1                          | 0                          | 0                          | 0                          | 28       | 3    | 1           | 0          |   |   |   |   |   |   |   |   |
| A. Schnetzler    | 24            | 2             | 3             | 1             | 1                          | 0                          | 0                          | 0                          | 25       | 2    | 3           | 1          |   |   |   |   |   |   |   |   |
| T. Schnuphase    | 0             | 0             | 0             | 0             | 0                          | 0                          | 0                          | 0                          | 0        | 0    | 0           | 0          |   |   |   |   |   |   |   |   |
| S. Tiganj        | 10            | 4             | 1             | 0             | 0                          | 0                          | 0                          | 0                          | 10       | 4    | 1           | 0          |   |   |   |   |   |   |   |   |
| T. Traub         | 32            | 1             | 5             | 1             | 1                          | 0                          | 0                          | 0                          | 33       | 1    | 5           | 1          |   |   |   |   |   |   |   |   |
| R. Twardzik      | 27            | 0             | 0             | 0             | 0                          | 0                          | 0                          | 0                          | 27       | 0    | 0           | 0          |   |   |   |   |   |   |   |   |
| R. Zedi          | 24            | 0             | 4             | 0             | 0                          | 0                          | 0                          | 0                          | 24       | 0    | 4           | 0          |   |   |   |   |   |   |   |   |
| J. van Buskirk   | 19            | 1             | 3             | 0             | 0                          | 0                          | 0                          | 0                          | 19       | 1    | 3           | 0          |   |   |   |   |   |   |   |   |